# 死役所
『死役所』（しやくしょ）は、あずみきしによる日本の漫画作品。『月刊コミック@バンチ』（新潮社）にて、2013年11月号から連載中。2018年6月号から2024年5月号までは『月刊コミックバンチ』の誌名で、同誌が最終号を迎えた後は『コミックバンチKai』へ移籍して、2024年4月26日から連載されている。2024年3月時点で累計部数は670万部を突破している。
2019年10月から12月までテレビ東京にて、TOKIOの松岡昌宏主演でテレビドラマ化。

## あらすじ
此岸と彼岸の境界に存在する、市役所ならぬ「死役所」。ここには、自殺、他殺、病死、事故死、寿命、死産までありとあらゆる人が訪れ、死後に自分の死の手続きをする場所である。死役所職員は全員同じ理由で死亡しており、なぜ死後職員として働くことになったのか、そもそも死役所の存在理由とは…死役所を訪れる人や職員が死んでなお「自分の人生はなんだったのか」と考えている物語である。

## 登場人物

### シ役所職員
全員が死刑執行により死亡した元死刑囚である。生前の苗字には必ず「シ」が入っており（シ村など）、役所の名札や登場人物のセリフ表記においても、その部分はカタカナで表記される。
死後に役所を訪れた後、所属職員のいない『死刑課』で受付され、条例により強制的に職員採用試験を受けなければならない。この採用試験を辞退すると、成仏の先である天国でも地獄でもなく、暗闇の中を永久に彷徨う『冥途の道』行きになる。
採用後は任期満了の辞令が下りることで成仏することを認められる。成仏した職員はイシ間と松シゲの2名。
2024年4月現在、日本人しか登場していない。

#### 主要人物
シ村 / 市村正道（しむら まさみち）
声 - 子安武人
部署 - 総合案内
本作品の主人公。眼鏡に七三分けで、常に笑顔（糸目で口をV字にした表情）を浮かべた男性。
「お客様は仏様です」をモットーにしているが、慇懃無礼で嫌味で皮肉っぽい言い回しが多く、客のひんしゅくを買うことも珍しくない。怒りや共感など素の感情を表すこともあり、そのときは目を開く。後述した過去から『加護の会』に関わった者や性犯罪を見て見ぬ振りをした者に対しては、境遇や立場を問わず容赦しない。
生前は某市の市役所に勤務しており、やがて仕事を介して出会った絵描きを趣味とする女性・幸子（ゆきこ）と結婚、美幸（みゆき）という娘を授かった。しかし、美幸は離乳食の時期になっても全く食べず、絵の具や土などの食品以外の物ばかりを好んで口にする「異食症」の症状があり、まともな栄養を摂取していなかったため、医師の診断もあって精神的に追い詰められた幸子はカルト集団『加護の会』に入信し、家族の前から姿を消してしまう。市村は妻を連れ戻そうとしたものの、その矢先に美幸が何者かに殺害されてしまい、状況証拠から自身が警察に逮捕される。厳しい取り調べに疲弊した結果、刑事の強要もあって嘘の自白をしてしまい（本編中における笑顔はこのとき生まれたもの）、冤罪を晴らすことなく死刑になった。
通常、冤罪による死刑執行であれば「成仏申請書」を提出することで成仏が認められるが、生前の心残りである妻の行方と娘の死の真相を突き止めるため、あえてシ役所職員として留まり、やってくるお客様や他の職員の中から『加護の会』と繋がりがある人物を探している。
この漫画の表紙は5、6、8、10、16、20、27巻以外は、その巻に登場するお客様とシ村のツーショットだが、4、13、15、25巻は生前の彼が描かれている。
ドラマ版では、全体的にゆっくりと、区切りながらしゃべる（「お客様は、仏様ですから」、「今日は、どう亡くなられましたか？」など）。また「お気持ち、大変よく分かります」をドラマでは「よーく」と伸ばしている。鹿野太一の継父・正平が牛尾崇を殺めたことで「正平は地獄行きとなり転生して再会することは出来ない」という彼とのわだかまりが解けた太一には酷な現実を黙っておく、伊達夏加が想い人・智也に買ってもらったボールペンの血を拭いて返すなど、原作にはない優しさがある。
ニシ川 / 西川実和子（にしかわ みわこ）
部署 - 自殺課
本作品のヒロイン。
ショートカットで唇がふっくらしており、口元にホクロがある。睫毛の長い美人だが笑顔はなく、口が悪い。仕事“は”出来ると評されている。同僚であるイガラシに女性である事を理由に普段から見下されているが相手にしていない。
3人の不倫相手を殺害し、ハサミで口元を裂いたことで死刑となった。また、事件故か生前のことを詮索されることを人一倍嫌う。
生前は長い髪をした美容師。そのため、同僚の髪を整えることがある。
6巻の表紙に描かれている（この時の彼女の表情は横目で読者に微笑みかけている）。
ドラマ版では主要人物の中で唯一、生前の様子が描かれていない。後述の小野田凜を終始疎ましく感じていたが、最後の最後は折り紙で作った朝顔のブローチをプレゼントし、彼女と共に成仏する先輩職員のイシ間には後述の花で作った花束を贈った。この時の彼女は微笑んでこそいないが、今まで見せたことのない優しい表情をしている。
イシ間 / 石間徳治（いしま とくじ）
声 - 高岡瓶々
部署 - 他殺課
強面で、スキンヘッドの中年男性。義理人情に厚く涙もろいシ役所内の良心的存在。
生前は妻に先立たれ子供もおらず、弟・福雄の娘である姪・ミチと暮らし、ミチを娘同然に可愛がっていた。だがある時にミチが強姦されたことに怒り、加害者の少年2人を殺害して逮捕される。真相を明らかにしていれば情状酌量の可能性もあったが、ミチの将来への配慮から強姦の事実を隠し、「畑を荒らされたから殺した」と嘘の主張をして死刑となった。
死後は自分の選択が本当に正しかったのかどうか悩み続けていたが、やがてお客様として死役所に来たミチと再会。彼女がトラウマに悩まされつつも、幸せな結婚をして子供や孫に見守られながら天寿を全うしたことを知り、涙を流した。
善人である為、客の境遇に同情し涙を流したり、後述の江越伸行に激怒し掴みかかったりするなどしていた。
その後はハシ本の配属と時期を同じくして任期満了の辞令が下り、病死した尾ヶ崎秀哉と一緒に成仏した。
8巻の表紙に描かれている。
ドラマ版ではミチを見送った直後に任期満了の辞令が下り、さらに彼女とは正反対に唯一の肉親に愛されず幼くして亡くなった凜との邂逅で、一緒に成仏しようと誘い成仏した。
第1話は三樹ミチル、牛尾の担当のため登場。首に掛ける名札が苦手、第2話から、どこで見つけて来たかは不明だが「また咲くかも」と信じて枯れた花を育てるという設定が追加されている（前者は原作ではハヤシの設定。花については結局、新たな芽を付けることはなかったが成仏直前、ニシ川が花束にしてイシ間に贈った。）。
ハヤシ / 林晴也（はやし はるなり）
部署 - 生活事故死課
涙袋と長めの茶髪の今風な端正な顔立ちの青年。
語尾に「す」をつける言葉遣いが特徴。趣味は漫画収集と著名人のサイン収集。
心優しい性格で、虐待されて殺された福本潤矢に深く同情し、成仏するまで相手をしていた。
死役所職員のほとんどがスーツを着用しているが、彼だけはTシャツにジャケット、スニーカーというラフな出で立ちで、今どきな見た目に反して時代劇役者だった祖父の影響で言い回しが古風（本当を「真（まこと）」、子供を「童（わっぱ）」、なぜを「何故（なにゆえ）」など）。また、女性の扱いが上手く、自分を過剰に狙ってくるシン宮に腕を組まれても、嫌がる素振りを全く見せず上手くあしらっている。
生前、祖父と仲が良く、幼少期は幼馴染のまりあと共に祖父を訪ねては時代劇ごっこをして遊んでいた。しかし中学生のころ、祖父の死をきっかけに 実は自分が祖父と母との間に出来た子供であることを知ってしまい、その出生の秘密に苦しむ。姉（血縁上は異父姉であり叔父）の理花はその秘密を知っても以前と変わらず接し、殺人を犯し、死刑になった時でも鑑別所でも優しく接する1番の理解者であった。その後高校に進学するも、まりあをいじめていた女子生徒を窓から投げ落としたことで退学処分となる。退学後は真面目に働き、まりあと結婚し、道場で子供たちに剣道を教えていた。
先述の出生の秘密を知ったまりあが不倫し子供を設けていたことに怒り、まりあとその不倫相手、子供の3人を殺害して死刑となる。このことに関して反省も後悔もしていなかったが、ミチルの言葉をきっかけに、シ村の力も借りて自分と向き合うようになった。
5巻の表紙には学生時代の姿の彼が描かれている。
ドラマ版では黒髪になっており、シ役所職員たちの正体の伏線を張るため第1話から登場している。ハヤシの死刑執行のニュースを生前のミチルが見ているため、シ役所に配属されたのは比較的最近であり（少なくとも、そのニュースで彼が死刑囚になったのは2007年と報じている）、第3話に登場した女性のお客様の持ち物に対して「それ、スマホってやつですよね？」と聞いているため、スマートフォンについて「見た目など知ってこそいるが、詳しくは知らない」程度である。また、原作は思ったことがすぐ顔に出るタイプだったがドラマ版では好青年で、ミチルとの関係も終始良好であり、「ちゃん付け」も自分から行っている（そのため、ミチルに「対応がお役所的過ぎる」といわれたのは原作ではハヤシ本人だが、ドラマ版ではシ村になっている）。
イシ間の成仏の準備が整うまで凜に最後まで付き添い、「おにいちゃん、また遊ぼうね！」といわれた。
ハシ本 / 端本竜嗣（はしもと りゅうし）
部署 - 他殺課
他殺課に配属された新人。目まで覆うほどの長髪でベストを着ている。左利き。
成仏したイシ間の欠員補充で配属された模様。
常日頃から表情や自己表現に乏しいが決してコミュニケーション能力が皆無というわけではなく寡黙なタイプ故の無口なだけであり、シ村らと「お客様」に関する私見を語り合うこともある。
子供の頃に苗字が変わったらしく、旧姓は齋藤。
不満が爆発すると凶暴化する。以前凶暴化した際にフシ見をカッターで襲い、返り討ちに遭って逆に喉元を切りつけられて以来、喉の傷を雑に縫われた状態で過ごしている。なお、喉を切られたからといって完全に喋れなくなってしまったというわけではなく、その後もシ村たちと問題なく会話をしている。
ハシ本が登場する前から登場している他の職員の方が登場回数が多く、メインの話（岩シ水など）もあるが、掲載誌の登場人物欄には主要人物の一人として紹介される。
23巻にて過去に臨時教師から性被害を受けていた事が示唆されている。
ドラマ版では第2話に出て来るタイミングがあったが未登場だったため、同話でのハシ本のセリフはシ村が担当している。

#### その他の職員
岩シ水 / 岩清水直樹（いわしみず なおき）
部署 - 人為災害死課
比較的地味な出で立ちの青年。
過干渉な父親の影響により自分で物事を考えるのが苦手で自主性がなく、指示をされたがる。また、自分で物事を考えられない所為か発達障害傾向があるのかは不明だが、他者の状況や気持ちを慮ることが不得手で無神経な言動も多い。なお、彼が初登場した3巻あとがきで、上杉涼子の窓口対応をしたモブキャラ職員は彼であると作者は公表している。
生前は父親の死、母親の再婚から1人生家に残ったが、外出中に隣家の火事による延焼被害を受け全焼し、母親の連絡先もその時に一緒に燃えたことから天涯孤独になってしまう。不幸中の幸い、父親が蓄えた通帳のみ無事だったため、ネットカフェ難民になる。しかし、些細なトラブルから金をせびられ続け、1人で何も考えられない性格から終わりのない苦しみに耐えかね、ネットカフェを放火し10人を焼死、死刑となった。なお、事件前にネットカフェで林晴也（ハヤシ）が生前に犯したニュースを読んだ時に「僕と同い年の人が…」と言っているのでハヤシとは同世代。
イシ間が成仏したことから自分もいずれそうなり、地獄行きになるのが怖いといったが、ハヤシからの投げやりな言葉に「成仏を拒否して『冥途の道』行きになればいい」という答えを出し、結果論だが既に死んでいるとはいえ、生まれて初めて自分1人で考えられたことに胸を張っている。
10巻の表紙に彼が描かれている。
ドラマ版では登場こそしないが、『死刑課』に置いてある彼の人生史がシ村の右隣にある。
松シゲ / 松重謙三（まつしげ けんぞう）
部署 - 他殺課→交通事故死課
白髪でヤンキーのような髪型にまろ眉の中年男性。20巻で成仏する。
方言で喋る上に歯がところどころ抜けているため滑舌がかなり悪く、言葉が聞き取りづらい。なぜかシ村だけは理解できる。
イシ間ほどではないが慈悲深いところがあり、シ村の皮肉な言い方を注意したり、ショックで泣き崩れたお客様にはしゃがんで応対している。また、以前はイシ間と同僚だった。
生前は窃盗で逮捕されており、釈放されたあとも電車で同席した身なりの良い男にタバコとマッチをせびったり、妹・菊子の家に居候するために甥（なお、母親には伯父には関わるなと言われていたため松重には突っぱねた態度を取り続けていた）である国彦の大学に毎日出向くなど、自己中心的極まりない性格だった。彼は一応国彦のことを息子のように可愛がっていた。
思い込みが激しいところがあり、いつものように国彦に会うため大学内をうろついている際立派な部屋で話をしている学長らしき人物を見つけ、「俺みたいなやつの事を見下して笑っているのか」と勝手に逆恨みし、お礼をするていで事務室で学長の家を調べ、夜に学長の家に忍び込み、忍び込んだ先で白米を食べていた時学長の妻に見つかってしまう。脅して金を出させようとしたが逃げられそうになったため持っていた包丁で殺害。騒ぎで起きた学長も殺害し、金を奪って逃走。逃走中農家の夫婦も殺害する。
逮捕され死刑判決が下されてもその態度は改善しなかったが、菊子が差し入れた加護の会の本に興味を持ち、蓮田栄徳と面会できるよう拘置所へ頼む。その結果、父の代理で蓮田栄山と面会することとなり、話を重ねるうちに改心した。
成仏の際、シ村に娘の死の真相を迫られるが、「あの事件に加護の会の人間が関わっていたため、美幸の人生史を黒く塗りつぶした」と明かした。
20巻の表紙に彼が描かれている。
ドラマ版では、夏加を担当したのはシ村のため未登場。
シラ神 / 白神靜佳（しらがみ しずか）
部署 - 病死課
真ん中分けで後ろを髪留めで止めた髪型で、色白で薄顔の女性。
性格は物静かで腰が低く、すぐに謝る。
見た目はイシ間曰く「色白で儚げで女房に似ている」らしい。
生前は山村に住んでおり、村民のみの村祭で行われる「拝婚の儀」と呼ばれる風習がある村で「神様の子」と呼ばれていた。
母方の祖母、祖父（婿養子）、母の4人で暮らしており父親は小さいころに亡くなっている。幼なじみとの結婚後は髪を下ろしていたが、逮捕後はロングヘアーに戻している。
祖母は跡取りとして彼女を厳しく育てていたが実際にはそれだけの理由ではなく、父親が存命のころはいたずらっ子でよく驚かしていたが、そのいたずらが過ぎて凍りそうな池に落として死なせてしまったことから神様への贖罪の気持ちも込められていた。
祖母や母から「父親が死んだのは事故だ」と刷り込まれたことから記憶が欠落するが、ある時にふとしたきっかけでその記憶が蘇り「人殺し」と罵られる幻聴から夜も眠れないほど苦悩する。
父親を死に追いやったことを思い出したのを祖母に感づかれ、幻聴で夫と別れさせようとする祖母の声を聞き錯乱、包丁で祖母と帰宅してきた母を刺殺した。夫は姑である母から真相を問いただし知っていたが、白神を愛していてそれでも一緒にいたいと離婚せず、黙っていた。
16巻の表紙に彼女が描かれている。
ドラマ版では登場こそしないが、彼女の人生史が『死刑課』の棚のシ村の左隣に置かれている。
フシ見/伏見吉男（ふしみ　よしお）
部署 - 他殺課
他殺課で配属されたばかりのときのハシ本の隣席の、痩せ顔で無精髭を生やした中年男性職員。
衝撃を嫌っていて嫌味ったらしい言い方をすることが多い。
言い方やら諸々で客とよくトラブルを起こす等、勤務態度も悪い。
また、ハシ本とトラブルになった際、ハシ本が所持していたカッターを奪い、その首を躊躇いなく切り裂いた。
竹シタ（たけシタ）
部署 - 癌死課
髭面でガラが悪そうな中年男性。
イシ間より在職期間が長い。
同じ職場にいるシラ神への、セクハラ発言が多い。
シン宮 / 新宮加代（しんぐう かよ）
部署 - 死産課
おおらかで男性職員（シン宮基準のいい男）に絡むのが好きな中年女性。
逆に女性職員には冷たく、ニシ川に陰口を叩いたりシラ神にあからさまに無視をしたりする。また、かなり合理的な性格で「未熟児は脳も未発達だから、この子たちに意思なんてない」と言い切っている。
ドラマ版では母性・人間味のある人物として描かれ、おチビがよく泣く理由を「ママに会いたいのかしらね？」と考察したり、人一倍お客様思いなイシ間が以前取った行動に「イシ間さんって、優しいのねぇ」と笑顔で褒めたり、おチビのために一生懸命なミチルに胸を打たれ、（ハヤシも祈り始めたからというのもあるが）一緒に祈ったりと原作とは正反対である。
最終話でイシ間の見送りに来た。
余貴美子をイメージして作ったキャラクターで、ドラマ版では実際に余が演じた。
加賀シロ（かがシロ）
部署 - 巻添嘱託死課
淡々と仕事をこなす中年男性で、縦縞のYシャツを着ている。
淡々とするあまりなのか、客に対しても敬語を使わず、冷たい態度を貫き通す一方で、お客様に対し｢不憫｣と漏らすなど同情しているような素振りも見せる。
シ村の笑顔を「気色が悪い」「鼻に付く」と嫌っている。
シノ塚（シノづか）
部署 - 自殺課
ニシ川と同じ課の同僚の老人男性。
男尊女卑思考でニシ川に「女のくせに」と見下した態度を取っている。
ホシ野（ホシの）
部署 - 老衰課
老人ばかり来る部署に配属されたことに不満を持っている前髪が長い青年男性。
年老いたお客様に付き添う場面がたびたび背景に描かれている。
シ村との会話から初潮前の女子に興味を持っていて(逆にニシ川などはっきりものをいうタイプは苦手で避けている)、生前の犯行に繋がっているであろう事が垣間見えている。
イガラシ（イガラシ）
部署 - 自然災害死課
顔に大きな傷がある強面の役員の中で1番大柄な中年男性。
生前はヤクザで、何があってかは不明だが小指がない。
性格は明るく前向きで仕事も情熱を持って取り組んでいる。
真シバ（まシバ）
部署 - 心臓病死課
細身で神経質な青年男性。
潔癖症でお客様の都合で汚れてしまったところを見つけてはピカピカにすることに執着している。
ホシ野には「ピカピカのおっさん」と陰で呼ばれている。
沼シリ / 沼尻努（ぬましり つとむ）
部署 - 癌死課
温厚で真面目に働く中年男性。
生前は資産家夫婦とその娘と家政婦を殺して金を盗んだ強盗殺人犯で、生き残った幼い息子の様子を聞いて軽口を叩くような冷酷な性格だったが、刑務官の杉との交流で少しずつ反省するようになってきた。その矢先死刑執行命令が出て、杉の他二人が絞首台のボタンを押した。
また、職員になってからも杉のことは覚えており、尊敬している。

### お客様
シ役所にやってくる死者たち。
死んだ時点での姿で現れる為、血まみれだったり手足が変に曲がって居たり、それ以上にグロデスクな姿の死者も居る。
死因（自殺、他殺、病死など）ごとにそれぞれの課に案内され成仏するための手続きを行い、49日以内に成仏しなければ『冥土の道』行きになってしまう。
こちらも2024年4月現在、シ役所職員同様、日本人しか登場していない。なお、2回目以降のお客様の名前は、男性は「同姓の身内の名前が出てきている」、「小学生以下」、「名字不明」以外は名字、女性は名前で表記する。
鹿野太一（かの たいち）
自殺。享年12。中学1年生。
家庭内では正平との関係に悩み、学校でも虫を食べさせられる、熱湯をかけられる、暴力を振るわれる、物を捨てられる、性器の包皮を切られるなどの悪質所か犯罪行為のいじめを受けていた。最後は自身の境遇に耐えかねて自宅のベランダから飛び降りて命を落とす。
手続きの途中いじめの加害少年がシ役所に来た理由を知り、正平への伝言をシ村に託して成仏した。
ドラマ版では、義理の父子それぞれのわだかまりと葛藤が描写されている。また、彼の回想で性器の包皮を切られるのが、写ってはいないがパンツを脱がされ写真を撮られるにとどまり、いじめの内容が明細に描かれているのは、正平が一流企業に勤めていることを利用した恐喝になっている。さらに、牛尾の粗暴さを強調させるため全体的に穏やかな性格に変更されており、成仏の手続きをしている途中でシ村に「なぜ、こんなことをしなければいけない!?」と詰め寄る、いじめの被害者だったとはいえ、牛尾本人の目の前で彼をクズ呼ばわりするシーンなどはカットされている。
牛尾崇（うしお たかし）
他殺（轢死）。いじめの加害者で鹿野を自殺に追い込んだ主犯格。
鹿野が自殺したのを受け、その報復に太一の継父に轢き殺される。しかし、自身の所業に対する反省や罪悪感は皆無であり、死役所で再会した太一に対しても逆恨みを募らせ暴力を振るいまくっていた。
殺されたことにより成仏したら天国へ行けると思い込み成仏の扉を開けたが、生前の素行から地獄行きの要素が揃っていたため、地獄へ落とされた。作中では唯一地獄行きが明確に描写されている人物でもある。
後のエピソードにおいて意外な形で触れられ、残された牛尾の家族も不幸な顛末を辿っていったことが明らかになっている。このエピソードで明らかになった彼の人生史は「小学校時代は成績優秀だったが、有名中学進学後はついていけなくなり、父親との確執が生まれた」との事で、皮肉にも「いじめの被害者と主犯は、共通の話題（父親との関係）で悩んでいた」というものだった。
上杉涼子（うえすぎ りょうこ）
人為災害死。享年23。懲役1年1ヵ月執行猶予3年の前科者。
その経歴から就職に繋がらず落ち込んでいたところを溶接工場の社長に拾われ、恩義を感じている。
現場で社長の頭上に鉄板が落下したときに庇ったため死亡。人を庇って死んだことを後悔している心情から「挺身申請書」を書くことを渋っていたが最終的にシ村の説得を受け手続きをした。なお、現世では涼子にとっては「知らぬが仏」な真実が語られている。
1巻の表紙に彼女が描かれている。また太一と役所内の階段ですれ違う場面がある。
このエピソードはドラマ化していないが、死役所に迷い込んだミチルに「ここってどこなんですか？」と聞かれた女性が振り向くと、彼女と同じ形で顔が真っ二つに割れていた。
小野田凛（おのだ りん）
声 - 小市眞琴
他殺（虐待死）。享年5。幼稚園児（ドラマ版は保育園）。
生前は母親から疎ましく扱われておりネグレクトを受けていた。
絵本を読む事が好きな優しい性格。体に不審な傷がある事から、凛が通う園の先生達からは凛が家庭内で虐待を受けているのではないかと疑うが、凛の母親となかなか連絡がとれない事や凛自身が母親を庇って虐待の事実を隠していた事から凛を救う事が出来なかった。
死因は寒空の中ベランダに放り出されて一晩放置されたことによる凍死。
かつて母親に大切にされていたころの記憶から母親を責めることは一切せず、また母親に会えることを楽しみに成仏していったが、それをシ村は「洗脳」と吐き捨てた（事実、母親は凛をベランダに閉め出した後は交際相手の男性とデートをしており、凛を死なせたことに対しても反省の素振りすらなかった）。母親は葬儀の際にその場にいた担任と諍いを起こすも、隣人からの通報で駆けつけた警察に虐待容疑で逮捕された。
ドラマ版では生前、担任・黒川あかねのような保育士になると語り、同級生に遊んでとねだられる彼女を読み聞かせで助けるなど、その健気さがより強調されている。シ役所ではシ村に頼まれ朗読をする描写が追加されており、下記の尾ヶ崎秀哉の代わりにイシ間と共に成仏する展開となった。
絵本と共にお絵かきも好きで、イシ間と共に成仏した後は彼が大事にしていた花瓶の周りの壁に、彼女が描いた花の絵やシ村たちの似顔絵で埋め尽くされた。
江越伸行（えごし のぶゆき）
死刑。享年26。無職。
極めて自己中心的で非常識かつ怠惰であり、同時に強い残虐性も併せ持っている。
6年前に「刑務所で暮らせば働かずに済む」という発想の元、子供5人を殺害し、12人を負傷させた快楽殺人者。
死刑課での採用試験を勧められるが、そこでも身勝手な理屈を並べて突っぱね、シ村が勧めた冥土の道行きを選ぶ。いつも笑顔で丁寧語のシ村さえ、睨みつけながら口汚く「屑が、永久に彷徨ってろ」と扱き下ろしたほどの人物（この時、シ村は劇中で初めて目を開いた）。なお、もし彼が心を改め死役所職員になっていた場合、名札は「江ゴシ」だった。
塙保（はなわ たもつ）
生活事故死。
20年近く漫画デビューを目指してきたが実らず、画力を見込まれ作画でのデビューを果たすものの自分が描きたいものだったのか苦悩する。
自損事故でほぼ失明し、漫画家の道を断念せざるを得なくなったが「話を作りたい」気持ちからパソコンの練習に励んでいたが夕暮れ時に転倒し、志半ばで死亡。
2巻の表紙に描かれている。
このエピソードはドラマ化していないが、お客様が成仏直前にもらったとハヤシがミチルに見せたマンガが、塙が作画した『アヒルロード』だった（原作ではニシ川の設定）。また第3話では第4巻を手に入れており、さらに第6話では「塙保のサインあるけど見る？」と有名人のサインが欲しいお客様の少年・康大に聞いている。
襟川（えりかわ）
心臓病死。
無骨で余計なことをよく言うことから人付き合いがあまりなかった。温厚で人柄がよく社交的だった妻に先立たれたのをきっかけに妻の人脈から多くの人と交流を持つようになったが、その性格が原因で陰では嫌われていた。
夫妻ともに「男やもめに蛆がわき、女やもめに花が咲く」を意識していた（なお、妻の遺体は棺の中いっぱいの花に囲まれ、襟川の遺体には大量の蛆が沸くという、ことわざと全く同じことが起きた）。
石間 / 大鳥ミチ（いしま / おおとり ミチ）
老衰死。享年83。イシ間の姪で、彼が殺人を犯した事件の当事者。
強姦されたことで自殺しようとしたこともあったが立ち直り、結婚をして子供や孫に看取られながら天寿を全うした。
シ役所を訪れたときは生前のものか認知症を患っていたがイシ間のことを覚えていて、シ役所に現れた時に彼を探しているところをシ村が見つけた。
ドラマ版では、冒頭でシ村が応対したお客様（後ろ姿のみ写っている）の人生史を確認した時に「石間徳治」の名前があったので、もしやと思ったという展開になっている。さらに、提出書類に書いた名前が認知症により夫の名字ではなく旧姓・石間を書き、伯父への思い入れがより強調されている。そして、成仏の扉の前までイシ間に見送られ「帰って来たら、大根の味噌汁作るからね」と満面の笑みを浮かべながら消えていった。
伊達夏加（だて なつか）
交通事故死。享年15。中学3年生。
転校することが決まったことで、彼女持ちで片思いの同級生と最初で最後のデート中、居眠り運転のトラックに轢かれてしまう。
彼女とのやり取りでシ村は、生前に子供を殺したかのような過去を思い出していた。
ドラマ版では死因が落としたペンを拾おうとして道路に飛び込んだところで轢かれた、に変更されており彼女を轢いた運転手がやけくそになる描写も描かれている。また、原作ではシ村に平手打ちをして怒鳴り、言葉通り泣き崩れた後、登場しないがドラマ版では、自分と同じく想い人を現世に置いてきたミチルとの邂逅で「自分は死んだ」と受け入れるところまで描かれ、思い出のボールペンで『成仏許可書』に名前を書いた後、彼女に抱擁されながら号泣した。
佐尾高慈（さお たかやす）
病死。
相方の高関と「カニすべからく」というお笑いコンビを組んでいる芸人で、佐尾自身はかなりシュールなネタをやる。
遺伝性の難病が発症したが車椅子とパジャマでお笑いコンテストの決勝に出場するなど最期まで芸人として生きた。
「無愛想な佐尾」、「天真爛漫な高関」と正反対な2人となっている。
3巻の表紙に彼が描かれている。
ドラマ版では、原作と違いある程度自然に打ち解けていて、佐尾もよく微笑っている。康大からサインを頼まれた時は、きちんと読めるように書くなど原作同様、子供に優しい。
佐尾と高関の名前は、作者が好きな芸人のアナグラム。
須藤麻帆（すどう まほ）
生活事故死。享年17。女子高生。
スマホを買ってもらいネットコミュニケーションなどを楽しんでいたがスマホ依存に陥ってしまう。
ながらスマホをしていたところ、スマホ依存をよく思っていなかった親友から当てつけに危ない方向に行くように声をかけられ、階段から転落し死亡した。
三樹ミチル（みき ミチル）
生活事故死。享年20。大学生。
性格は天真爛漫だがわがまま。
サークルの飲み会にて二十歳になった記念にアルコールを解禁するが、急性アルコール中毒でそのまま死んでしまう。
生活事故死課で取り扱う内容だが、「酒を強要されたから」という理由で殺人として手続きをさせようとする。殺人と認められるまで手続きしないと言い張り、49日間役所に居続け職員の過去を知り、中でもハヤシに生前の過ちと向き合うきっかけを与えた。その後、シ村にキスをして「来世でまた会おう」と約束して、ようやく成仏した。
テレビドラマ版では第1話より登場し、おチビ、坂浦眞澄、夏加と交流し、成仏した。原作では死役所にやって来たその日に亡くなった理由をシ村達に話すが、ドラマ版では四十九日になるギリギリまで黙っており、第3話でニシ川に促される形で語っている。なお、彼女の生前のみ映像化されていない。
杉（すぎ）
病死（胃がん）。元刑務官。
実は拘置所に勤めていた際、生前のシ村と出会っている。
絶望して死を待つだけの死刑囚・沼尻（ぬましり）を気にかけ、せめて処刑まで心安らかに生きてほしいと願う。沼尻の処刑後、シ村から「（優し過ぎて）刑務所には向いていない」と言われ、1年後には刑務所を辞めてしまった模様。
本堂 千裕（ほんどう ちひろ）
交通事故死。享年35。
平凡な日々を過ごしていたが夫からは専業主婦であることを軽んじられたり女性として見てもらえないことから不満が溜まっており、たまたま大学時代の友人と再会してパーティーに誘われたときにドラッグとセックスにハマってしまった。
そこから何度も繰り返すうちに依存症になり、運転中に友人が逮捕されたニュースを聞いて後部座席にいた子どもたちが警察官になった幻覚を見て動揺し、暴走運転の果てに死亡した（ふたりの子どもたちは命に別状なし）。
坂浦眞澄（さかうら ますみ）
他殺（刺殺）。父親から継いだ定食屋を妻と営む。
父親が殺された所を目撃し坂浦が証言したことによって男は実刑になったが、その逆恨みで自身も刺殺されてしまった。また、父親は従業員だった男が店の売上金を盗んでいたところを見ていた事で口封じに刺殺されている。
坂浦父子を殺した男の名前は原島憲治（はらしま けんじ）と、名字に「シ」が入っているため逮捕され死刑になった場合、『死刑課』が受付をすることになる（なお、原島は男性客により、取り押されられている）。
生野芳聡（せいの よしあき）
病死。
パソコンが得意で動画サイト「ヘプヘプ」のハンドルネームで実況動画を配信していた。それなりにファンがついていたこともあり自身の闘病すら動画で配信するほど熱中していた。
話し言葉にネット用語を多用する。「草生える」と言った際にはシ村やシラ神が「園芸の趣味でもあったのか」と勘違いしていた。
津川勇樹（つがわ ゆうき）
生活事故死。享年7。
生前は仮面ヤンダーというヒーローに強く憧れており、ヒーロー役のハヤシ似の俳優から「ヒーローになるには困っている人を見過ごさない人になること」と言われ、それからあらゆるところで助けに入るようになる。
ある時に川で溺れていた猫を助けた際に足を滑らせ流されてしまい死亡した。猫を救って死んだため、「挺身申請書」に記入した。
彫刻さん（ちょうこくさん）
自然災害死。本名不明。
日雇い清掃で生計を立てている橋の下で暮らすホームレス。
以前は会社員で人事でリストラをしていたことの罪滅ぼしで地蔵の彫刻をしている。
台風が来たときに避難をしたものの作品が気になり戻ったところ、増水した川に流され死亡した。
山中紗世（やまなか さよ）
他殺（刺殺）。享年24。
生前は美人で人当たりがよいため周囲から気に入られる人物で、セクハラをされたりそれを許容する周囲に辟易している。唯一誰に対しても歯に衣着せぬ物言いと態度の親友に心を許していた。
だが、ある時にその親友の好奇心により命を落とすことになった。
花平妙子（はなひら たえこ）
心臓病死。
大量のリストカット跡がある。
若いころに最愛の夫・繁之が不倫相手（ニシ川）に惨殺され、心に深い傷を負いながら女手一つで息子を育てる。
寺井修斗（てらい しゅうと）
交通事故死。大学4年生。
取り柄がなく平凡で、医大生の弟にコンプレックスがあった。
祖母に講演会に誘われたことを契機に宗教団体『加護の会』に入信し、周りが見えなくなるほど信仰する。シ村は彼に『加護の会』について詰問した時、珍しく声を荒げた。
原作では左腕を切断してしまっているが、ドラマ版では五体満足で亡くなっている。
7巻の表紙に彼が描かれている。
日原紺志（にちはら こんし）
人為災害致死。会社員。
単身赴任中で、喫煙者だが家族には内緒にしている。
自分の寝タバコのせいで死んだのだろうかと悔やんだが、正しくは隣室の延焼火災による焼死で、被害者であった。
おチビ
死産。享年（胎内で）38週。性別は女児。
長年不妊治療をしていた夫婦の間に授かった子であったが常位胎盤早期剥離がおきてしまい、助からなかった。
母親の愛情をとても感じたせいか産まれなくとも「おかあちゃんのところにこられてよかった」と思い、笑顔で成仏した。
ドラマ版では胎児のため、泣くかどうかで感情表現をしており、手術中の母親の容体がよくない状況だと泣き、一命を取り留めたところで泣き止んだ。そのため、母親への想いを語るシーンはなく、その後はイシ間に抱きかかえられ成仏した。
築本直太郎（つきもと なおたろう）
他殺（撲殺）。享年27。
生前はヘルス系の風俗に通い、｢ゆな｣というなじみの風俗嬢がいたが本番を許されず不満を持っていた。ある日、ゆなに本番を迫るが反撃として灰皿で殴られ死亡した。
風俗嬢を社会の底辺と見下し、風俗嬢であるゆなに殺害された事を知った時も「社会の底辺の癖に、金で買ってやったのに」と自分の愚行を棚に上げて吐き捨てていた。
尾ヶ崎秀哉（おがさき ひでや）
病死。小学生。
インフルエンザで1週間昏睡状態となった末に死去。
両親は不仲で仕事が忙しくかまってもらえなかった。
境遇に同情したイシ間と共に成仏する。
甲斐亜生子（かい あいこ）
自殺。介護士。
1人で認知症の母親の世話をしていたが限界を迎え心中した。
死後、母の言葉の意味を知り、後悔のあまり号泣した。
甲斐ふく子（かい ふくこ）
嘱託死。甲斐亜生子の母親。
娘と共にシ役所にやってくる。生前猫を飼っていた。
生前は脳血栓の後遺症で言語障害が残っていたり、更に認知症が進行する中、周囲の人々の苦情と介護のプレッシャーに苦しむ亜生子を見かね、自分を殺すように頼んだ。
明智磨美（あけち まみ）
病死（乳がん）。
11歳の娘を残し癌で死亡。
生前は元舞台女優で身寄りがなく一人で娘を育てていた。
入院中は娘を施設に預けていたが、死ぬ前に元交際相手で娘の父親でもある俳優・蔵沢達也宛に娘のことを記した遺書を残していた。
上田都築（うえた つづき）
自殺。享年25。
サラリーマンだったが孤独に耐え兼ね電車に飛び込んだ。
小見温恵（おみ はるえ）
脳卒中死。
未亡人の保険外交員で一人息子がいる。息子は引きこもりだが、周囲には海外企業勤めであると話していた。
会田杏（かいた あんず）
病死（心臓突発死）。享年21。
友人とのインスタグラムの注目度や写真写りをきっかけに自分の体形にコンプレックスを持ちダイエットを始めるが、エスカレートしていき食べた物を吐き出す拒食症になり、それが原因で死亡した。
シ役所に来てからも体重や体型にこだわり、太いと思った二の腕を削ぎ落としていた。
興梠勲子（こおろぎ いさこ）
心臓病死。気立てがよく穏やかな性格。
生まれつき顔に大きな痣がありコンプレックスに思っていたが2度目のお見合いで出会った夫はそのことを気にせずありのままの勲子を受け入れてくれたことから後に先立たれて未亡人になっても再婚をしなかった。
生前、役所に勤務するシ村と面識があり、おぼろげに覚えていた様子。
平野思呉（ひらの しぐれ） / 清水紅葉（しみず くれは） / 矢野研太（やの けんた）
番外編「よりよい社会を目指して」に登場。
歪んだ正義感から自分が「悪」だと思う人物を次々に殺害する連続殺人の被害者。全員何かしら問題を起こしていた。
加害者・吉沢佐駆真（よしざわ さくま）の「悪」だと思ったことは「壁にスプレーで落書き」「電車に乗る妊婦への嫌味」「タバコのポイ捨て」などでいずれもその行為から間もなく刺殺、絞殺、撲殺などの行為におよんでいる。
また、シ村が見ていた他殺課のリストによれば、他にも我如古悠介（かねこ ゆうすけ）をバットで撲殺、伊藤奈南美（いとう ななみ）をバタフライナイフで刺殺している。
吉沢は上記の原島のように、名字に「シ」が入っているため『死刑課』に来る可能性があるとシ村は予想している。
坂東一早（ばんどう いっさ）
交通事故死。既婚の二女の父。
若いころは軽い気持ちでバイクでひったくりを繰り返していたが、祖父の勧めで裁判の傍聴をするようになってから今までの行為を改め、足を洗う。強姦犯罪の裁判の傍聴をしていたときに裁判員の無遠慮な発言に腹を立て「被害者の気持ちを味わわせたい」と帰る途中の裁判員のカバンをひったくったが、その際に事故に遭い死亡。
過去に自身が犯した罪から、成仏の間の前で思案する姿があった。
猪俣（いのまた）
病死（癌死）。
小学生のころ屋上でふざけて遊んでいて、転落した際に片足を負傷し生涯不自由になるが松葉杖や電動シニアカーで活発に行動していた。
事故の際、危険性を深刻に捉えず軽口を叩いていたところを助けようとした教師に叱責されたが、事故後にその教師が首つり自殺し、「自分を助けられなかった自責の念からで自殺したのではないか」という疑念が浮かんでいたことからシ役所でシ村に教師の死について尋ねるがプライバシーの問題と断られていた（なお、教師の自殺原因が本件とは別のことだった事が判明している）。
中島詩（なかじま うた）
自殺。
姉妹で姉ばかり可愛がる母親の行動に孤独を感じている。
プール見学の際に母親やその彼氏からの虐待に悩む智柚美と知り合い、2人で宇宙人と交信して地球から連れ去ってほしいと儀式を続けていた。
最終的には睡眠薬を服用し、練炭による一酸化中毒で死亡する。
シ役所に自分だけで来てしまったため、智柚美を心配し泣くが、松シゲに慰めてもらっていた。
比護亜季保（ひご あきほ）
生活事故死（溺死）。
喘息の持病があり就職活動をしていても中々内定がもらえず、同居の父親の勧めもあり生活保護を受けるがその状態に罪悪感をおぼえている。生活保護受給中でも平気で贅沢をしたりパチンコ通いをする父親の態度にストレスを感じており、心身共に疲労がたまったせいか入浴中に眠ってしまい溺死する。
福原潤矢（ふくはら じゅんや）
他殺（虐待死）。回る椅子で遊ぶのが好き。
まだ言葉が十分に話せず、シ役所で自分の名前も伝えられなかったため最初は服に書かれた様々な名前で呼ばれていた。
が、ズボンに書いてあった名前が本名で、読み上げたら返事をしたため判明した。
彼の子どもらしい行動にいらだった継父に虐待を受け続け、黙らせようとクッションを押し付けられて窒息死した。最後の瞬間が殺された記憶なんて可哀想、と同情したハヤシに成仏するまで遊んでもらっていた。
金子行亮（かねこ いくあき）
病死（肺炎死）。
生前は町内で起きた爆破事件の冤罪被害者。後述の理由で警察や検事、裁判官や真犯人を激しく憎んでいる。
不愛想で短気な性格から孤立することが多く、勤務していた工場を退職した後は父親が経営する牛乳販売店で手伝いをしていたが、その際もトラブルを起こしており、そこに目を付けた警察が未解決の爆破事件の犯人と決めつけ自白を強要した内容を認められた判決で無期懲役を言い渡される。
拘置所に9年、刑務所に19年いた中でも兄だけは無実を信じ世間に訴え続けていたことから兄弟仲はよく、出所後も交流があった。
シ村が彼の冤罪話を聞いた後「お気持ち大変よくわかります」と本心から言ったことに気づいたことからシ村の話を聞きたいと願い出て、シ村の過去を知ることになる。
ミチル以来、自分は直接関係ない話に複数回登場したお客様。
犬飼爽朝（いぬかい そあ）
病死。享年17。
病気の関係で幼いころから寝たきり、外出時は車椅子を使っていた。気さくで穏やかな性格。
死後に歩けるようになったため、成仏前に生前に残していた「死んでからしたい10のこと」を実行していく。その中でシ役所職員や他のお客様と交流するうち、生前の家族と友達との日々を思い出して涙を流した。
海宝菜苗（かいほう ななえ）
自殺。享年36。
お笑いコンビ「ヘンジンカタギ」のホウタの妻。
ホウタが仕事中も一人で幼い息子の世話をしてきたが、産後うつに苦しんでいた。ホウタが帰宅する前に、マンションのベランダから飛び降りた。
また、現世でのホウタの良かれと思った発言がワンオペ育児を絶賛している、高齢出産を見下していると批判されているのも拍車をかけていた。
展慕（てんぼ）/和夢（わむ）/華音（かのん）
交通事故死。
華音と和夢は恋人同士で展慕は2人の友人。
それぞれが身勝手で自己中心的。華音の弟で唯一の生還者の兎之（うの）もまた同じである。
華音の母親が新車を買ったと知り、その車と写真を撮った後に華音の恋人である和夢の運転で海へドライブに出掛けた際、急に割り込んできた車に腹を立て、煽り運転をしながら囃し立てていたら、対向車線に飛び出してしまい、トラックを避けようとして斜面防護壁に車が衝突し、事故で華音の弟、兎之だけが生き残った。
気に入らない相手を囃し立てること、兎之が生き残ったことをズルイと責めたこと、通行人の女性（牧田園絵）が巻き添えになったと知るとお互いに罪を擦り付け合う様から、生還した兎之共々、シ村からは「屑」と切り捨てられている。
牧田園絵（まきた そのえ）
交通事故死。上記の事件の被害者。
生前は勤続30年のベテラン助産師。
今までにたくさんの親子をケアし、相談にのってきた。生まれてくる孫も自分で取り上げるとはりきっていた他、事故当日は4人の赤ちゃんを取り上げてきた。
妊娠中の娘・百合が、夫婦喧嘩のため予定を繰り上げて帰郷。百合を窘めつつ、娘のためにアイスを買いにコンビニへ出かけた帰り道に、典慕らが乗っていた車の衝突事故の巻き添えになり死亡。当初は自分が死んだことを自覚してなかったが、次第に状況を理解し号泣してしまった。
駒形真名人（こまがた まなと）
肺炎死。享年45。
生前は27歳の時にくも膜下出血で倒れて以来、45歳で亡くなるまで18年もの間植物状態で生きていた。
また、自分が同性愛者であることを周囲に話せず、気に病んでいる。
病み過ぎて自殺を図ろうとしたり、コンパで出会った女性と交際も考えたが、結局女性からの告白を断ってしまい、罪悪感と自己嫌悪に苛まれていた。そんな中、雑誌の文通相手募集で知り合った中田才との文通が心の支えだった。
上京後に才と会い、手紙のやり取りや会話を重ねるうちに、才の告白を受けて恋人同士になり、同棲をはじめた。
真名人がシ役所に来た時は27歳で記憶が止まっていたのは上記が原因。直接の死因は肺炎だが、前述の事情から脳卒中死課にデータが記録されていた。
立花熊蔵（たちばな くまぞう）
腹上死。享年71。
番外編「たらい回し」に登場。
心臓に持病があり、愛人との性行為中に心停止したため死亡。
恥ずかしさから死因を詳しく話せず、事故だと曖昧に説明していた。そのため、生活事故死課を始めに色々な部署へとたらい回しになった末に、心臓病死課でデータが発見される事になった。
城戸徳夫（きど のりお）
病死（心臓病）。
老人ホームで暮らしていた。
職員の入れている剃りこみに憧れカミソリで入れようとするが怪我をする。治ったら正式に入れてもらう予定だったが、その前に心臓病で急死。
シ役所に来た際、事情を聞いたハヤシがニシ川に剃りこみを入れてあげるよう頼み、バリカンがなかったため剃り込む代わりに編み込みでラインのような髪型にしてもらう事になった。
大須賀時和（おおすか ときかず）
凍死。享年32。
後述の七島俊美と約20歳差で交際していた。
｢会う時間が作れないから｣という理由で夢だった樹木医になることを諦めたり、アルバイトとして雇われていた造園会社を急に辞めたため別れを告げられるが、諦めきれず俊美のアパートの屋根裏に住み始める。
そこから食事は最低限にしたり、バイトは余裕を持つなど会わないようにしていたが真冬の寒さに耐えきれず凍死。
七島俊美（ななしま としみ）
入浴中のヒートショックによる生活事故死。享年53。
前述の大須賀と約20歳差で交際していた。
大須賀に別れを告げたが、それは自身に依存していく大須賀に危機感を覚えたため。
豊田啓五（とよた けいご）
人為災害死。
厳格で正義感が強い性格。
警察官としてひき逃げ事件を捜査していたが、浪人生の息子が当て逃げ事件を起こしてしまい、責任感の強さからひき逃げ事件が解決し次第退職するという決断をする。
だが、とある交通事故の交通整理をしていた際、老人が運転する車に轢かれ死亡。
シ役所に来てからもひき逃げ事件の犯人を探していたが、事件の被害者である彼方が同時刻シ役所に訪れる。事件の担当として彼方の申請書を書いたり成仏も共にした。
尚、彼の息子は執行猶予がついて、父が亡くなり被害者遺族となった自分と自分の犯した罪を重ねて涙を流し反省している事が書かれた。
高尾彼方（たかお かなた）
交通事故死。享年3。
ひき逃げに遭い、意識不明の重体で目を覚まさなかったが死亡したらしく、豊田と同時刻に死役所に来る。字が書けないため、申請書は豊田が代筆し成仏も一緒にした。
なお、こちらのひき逃げ犯は女で、しっかり逮捕された。
藤原ぬい （ふじわら ぬい）
老衰。
若い頃はチェロ奏者として楽団に所属していた。
孫の大学生の明日香がバンドを始めたのもぬいの影響から。明日香とのセッション動画が人気で、ライブハウスでライブもしていた。
堂場文夫 （どうば ふみお）
他殺（刺殺）。
妻と息子がおり、自身のDVで離婚して15年。
結婚している時は妊娠中の妻を突き飛ばしたり、つわりで苦しんでいる妻のことを考えず風邪気味の自分を心配しろと怒ったり、妻の行動を浮気と勘違いし頭を床に打ち付けたりなど、度重なるDVやモラハラを日常的に行っていた。
離婚後も自分は被害者とばかりに妻を悪者扱いしていた最中、自身の息子である本多理に滅多刺しにされ死亡。
死役所に来た最後までも自分の非を認めず被害者である事を強調していた為、ハシ本やシ村に影で軽蔑されていた。
牛尾 / 船田朱果（うしお / ふなだ しゅか）
嘱託死。享年13。
家出少女で「自分を殺してくれる人」を探し、SNSで泊めてくれる人の家を転々としていた。
その先々で中年男から死ぬのはよくないと説教をされながらも彼らに性のはけ口にされていた。
だが、ある日泊めてくれた吃音の立脇という男性が殺すことを了承したため、頼まれたノートにただの殺人ではなく嘱託殺人であること、死にたくなった理由、家出するようになった理由などを書き連ねた。立脇が買ってきてくれたブランドのワンピースを死に装束に、首を絞められ死亡。
実は1話のいじめっ子である牛尾崇の実妹で、苗字が変わったのは兄の死による両親が離婚で母親が彼女を引き取ったため。シ役所にて、尊敬していた兄が酷いいじめっ子で人間のクズだったこと、殺された兄を世間は（当たり前だが）蔑み、自分や家族にまで誹謗中傷が及んでいたこと、自殺未遂を繰り返し酒に溺れる母が嫌で家出するようになったことなどを振り返り、シ村に真顔で慰められ号泣した。
勝又周子（かつまた しゅうこ）
自殺。
エンディングノートを書き、翌日に自殺。刺繍が得意であった。
闘病生活に耐えかね、同居する息子に弱音を吐いても｢オカンより辛い人がいる｣と叱られる日々に嫌気がさしていた。
シ役所にて、死んで楽になったと発言し本人は自殺を後悔していない。
勝又（かつまた）
病死。
下の名前は不明。前話（前述）の勝又周子の夫。駄洒落が好きな模様。
片方が入院したり、時には両方が入院するような体調の中、2人で交換日記を楽しんでいた。ある日、周子の日記への返事を書いている途中に死亡した。
書いている途中で亡くなったからか、シ役所には万年筆を持って訪れた。
青柳 航大（あおやぎ こうだい）
自殺。
詐欺で生計を立てている。
幼少期の経験からヤクザが嫌いで、母親が借金のカタにヤクザに売られ、ヤクザに輪姦されて出来たのが自身の弟と妹であるのが原因である。
詐欺グループ内で昇格の話が持ち上がり、憧れの先輩である多胡に勧められる。しかし、上の方では自分がどうしても関わりたくないヤクザが絡んでいるということを知り、辞めて自首することを伝える。
その結果、自身が逮捕されることを恐れた多胡に｢飛べ｣と責められ、廃ビルから飛び降り自殺。
シ役所では詐欺は高尚な犯罪であると自論を述べていたが、自身の詐欺で2人自殺に追い込んでいた事実を知った時は気落ちしていた。
菅沢峰子（すがさわ みねこ）
交通事故死。
「あんこ」という名前の飼い猫が行方不明になり、チラシを作って探していた。
ある時にあんこに似た猫が見つかったという知らせを受け、連絡を受けた場所へ向かっている途中に、日頃から信号のない道路を左右確認をせず渡る癖（夫には何度も注意されていた）から車に轢かれ死亡。
なお、あんこは無事戻ってきた。
森田椋（もりた むく）
自殺。
幼い頃から「死後の世界」について興味があり、シ役所に来てからも役所内を見て回っていた。
しかしニシ川の一言で虚無感に苛まれてしまう。
小平秋平（おだいら しゅうへい)
他殺（撲殺）。享年33。
アートディレクター。
本人曰く｢イケメンで通っている｣。口が上手い。
職場の後輩の福本紅姫と付き合い始めるが、福本の束縛が激しくなりだし距離を置くことを提案。しかし、「プロジェクトが終わればよりを戻せる｣と信じていた紅姫に新しく彼女を作ったことを知られた結果、彼女の頼んだ外国人の復讐業者に撲殺され死亡。
長谷光明（ながたに みつあき）
交通事故死。
交通事故に遭い、救急車を呼ばず病院にも行かずに帰宅、翌日に死亡する。
その行動の理由は親友夫婦の息子である巧がアニメの主題歌として演奏した曲を聴くためだった。
松シゲから加護の会の教えを説かれるが、｢響かなかった｣と吐き捨てた。

## その他
- 【マンガランキング】8位 music.jpにて2017年3月8日付の週間マンガランキング[17]
- 2017年上半期マンガランキング1位 日刊ビビビ 2017年8月8日[18]
- 第1話目から大きな反響を呼び、各方面から高い評価を得ている。きゃりーぱみゅぱみゅ[19]、広瀬すず[20]、広瀬アリス[21]など著名人のファンも多い。

## テレビ番組
2019年8月15日にNHK総合テレビジョンで放送された番組「声優×怪談」で、「自殺ですね？」のエピソードが放送され、緒方恵美が朗読を担当した。

## 書誌情報
- あずみきし 『死役所』 新潮社〈BUNCH COMICS〉、既刊28巻（2025年7月9日現在）
  1. 2014年4月9日発売[23]、ISBN 978-4-10-771741-2
  2. 2014年9月9日発売[24]、ISBN 978-4-10-771771-9
  3. 2015年3月9日発売[25]、ISBN 978-4-10-771804-4
  4. 2015年9月9日発売[26]、ISBN 978-4-10-771842-6
  5. 2016年2月9日発売[27]、ISBN 978-4-10-771875-4
  6. 2016年7月9日発売[28]、ISBN 978-4-10-771904-1
  7. 2016年12月9日発売[29]、ISBN 978-4-10-771941-6
  8. 2017年3月9日発売[30]、ISBN 978-4-10-771964-5
  9. 2017年8月9日発売[31]、ISBN 978-4-10-772002-3
  10. 2018年1月9日発売[32]、ISBN 978-4-10-772042-9
  11. 2018年6月9日発売[33]、ISBN 978-4-10-772091-7
  12. 2018年11月9日発売[34]、ISBN 978-4-10-772135-8
  13. 2019年4月9日発売[35]、ISBN 978-4-10-772177-8
  14. 2019年10月9日発売[36]、ISBN 978-4-10-772223-2
  15. 2020年2月7日発売[37]、ISBN 978-4-10-772259-1
  16. 2020年6月9日発売[38]、ISBN 978-4-10-772294-2
  17. 2020年11月9日発売[39]、ISBN 978-4-10-772339-0
  18. 2021年4月9日発売[40]、ISBN 978-4-10-772380-2
  19. 2021年9月9日発売[41]、ISBN 978-4-10-772428-1
  20. 2022年2月9日発売[42]、ISBN 978-4-10-772474-8
  21. 2022年7月7日発売[43]、ISBN 978-4-10-772517-2
  22. 2022年12月8日発売[44]、ISBN 978-4-10-772552-3
  23. 2023年5月9日発売[45]、ISBN 978-4-10-772600-1
  24. 2023年10月6日発売[46]、ISBN 978-4-10-772658-2
  25. 2024年4月9日発売[47]、ISBN 978-4-10-772706-0
  26. 2024年9月9日発売[48]、ISBN 978-4-10-772751-0
  27. 2025年2月7日発売[49]、ISBN 978-4-10-772798-5
  28. 2025年7月9日発売[50]、ISBN 978-4-10-772852-4

## テレビドラマ
2019年10月17日（16日深夜）から12月19日（18日深夜）までテレビ東京系の新ドラマ枠「ドラマホリック!」で木曜 0時12分（水曜深夜）から放送された。主演は松岡昌宏。
同ドラマ枠で2020年4月期放送の『レンタルなんもしない人』が新型コロナウイルス感染拡大防止のための撮影自粛により、第9話以降の放送が延期になり、代替番組として6月4日（3日深夜）から8月6日（5日深夜）まで再放送された。また、BSテレビ東京で7月6日（5日深夜）から9月14日（13日深夜）まで再放送された。

### キャスト
- シ村 / 市村正道 - 松岡昌宏
- 三樹ミチル - 黒島結菜[51]
- ハヤシ / 林晴也 - 清原翔[51]
- ニシ川 / 西川美和子 - 松本まりか[51]
- イシ間 / 石間徳治 - でんでん[51]

#### ゲスト
第1話
- 鹿野太一 - 織山尚大（少年忍者 / ジャニーズJr.）[9]
- 牛尾崇 - 福崎那由他[52]
- 鹿野正平 - 安部賢一
- 鹿野恵子 - 木下知恵
- ミチルが声を掛けた女性のお客様 - 桃月なしこ[53]

第2話
- 荻野泉水 - 酒井若菜[9]
- 荻野貴宏 - 野間口徹[9]
- シン宮 - 余貴美子[9]（最終話）
- ミチルの回想で、林晴也の死刑執行ニュースのテレビの声 - 田中瞳（テレビ東京アナウンサー）

第3話
- 坂浦眞澄 - 三浦貴大[9]
- 坂浦和歌子 - 浅野千鶴
- スマホの電源が付かないとシ役所内をうろうろする、頭に包帯を巻いたお客様 - 菅本裕子[54]

第4話
- 伊達夏加 - 豊嶋花[9]
- 智也 - 山井飛翔（少年忍者／ジャニーズJr.）
- ユニフォームを着てサッカーボールを所持した状態で、頭に怪我を負って亡くなったお客様 - 植木理子（カメオ出演）[注釈 26]

第5話
- 樋田（林）まりあ - 岡野真也
- 林理花 - 土居志央梨
- 林雄作 - 草野康太
- 林清三 - 伊藤洋三郎
- 墨谷 - 黒木ひかり
- 浅井 - 小久保寿人
- 水湊みお

第6話
- 佐尾高慈 - 中島歩
- 高関一文 - 重岡大毅（ジャニーズWEST）
- 松井 - 工藤綾乃
- 塙宣之[注釈 27] - 塙宣之（ナイツ）
- 先輩芸人 - 与座よしあき、ルシファー吉岡
- 「デッドオアコント」出場芸人 - ジグザグジギー、パーパー、かが屋[注釈 28]、サメゾンビ、ガクヅケ、フェー[注釈 29]、シンプソンゴリ

第7話
- 石間ミチ - 田鍋梨々花[58]
- 石間（大鳥）ミチ（83歳時） - 今本洋子
- 坂元 - 中込佐知子
- 殿村 - 一本気伸吾

第8話
- 小野田凛 - 佐々木みゆ（第9話-最終話）
- 小野田瞳 - 前田亜季
- 黒川あかね - 吉田志織

第9話
- 寺井修斗 - 柄本時生[59]
- 寺井恭平 - 濱田龍臣[59]
- 井本縁 - 阿部純子
- 市村幸子 - 安達祐実[59]（最終話）
- 市村美幸 - 松本笑花（最終話）
- 蓮田栄山 - 吹越満（最終話）
- ハツ - 高橋かすみ
- 修斗の祖母 - 水野千春

### スタッフ
- 原作 - あずみきし 『死役所』（新潮社バンチコミックス刊）
- 脚本 - 政池洋佑、三浦希紗、烏丸棗
- 監督 - 湯浅弘章、棚澤孝義、酒井麻衣、松本花奈、蔵方政俊
- チーフプロデューサー - 山鹿達也（テレビ東京）
- プロデューサー - 倉地雄大（テレビ東京）、尾花典子（ジェイ・ストーム）、平体雄二（スタジオブルー）、瀬島翔（スタジオブルー）
- 制作 - テレビ東京、ジェイ・ストーム、スタジオブルー
- 製作著作 - 「死役所」製作委員会

### 放送日程
| 話数                                                                        | 放送日   | サブタイトル   | ラテ欄               | 脚本     | 監督     |
| --------------------------------------------------------------------------- | -------- | -------------- | -------------------- | -------- | -------- |
| 第1話                                                                       | 10月17日 | 自殺ですね？   | 300万部の人気原作!   | 政池洋佑 | 湯浅弘章 |
| 第2話                                                                       | 10月24日 | 母             | 母と子…8年越しの命   | 政池洋佑 | 湯浅弘章 |
| 第3話                                                                       | 10月31日 | 人を殺す理由   | 人を殺す理由と道理!  | 政池洋佑 | 酒井麻衣 |
| 第4話                                                                       | 11月7日  | 初デート       | 初デートとボールペン | 政池洋佑 | 酒井麻衣 |
| 第5話                                                                       | 11月14日 | 林晴也         | 死刑囚と出生の秘密!  | 政池洋佑 | 蔵方政俊 |
| 第6話                                                                       | 11月21日 | カニの生き方   | 相方に捧げる涙の漫才 | 三浦希紗 | 松本花奈 |
| 第7話                                                                       | 11月28日 | 石間徳治       | 愛娘の幸せ守る復讐!  | 政池洋佑 | 棚澤孝義 |
| 第8話                                                                       | 12月5日  | あしたのわたし | 母へ届かぬ娘の愛     | 政池洋佑 | 棚澤孝義 |
| 第9話                                                                       | 12月12日 | 加護の会       | 本当の家族になる条件 | 三浦希紗 | 松本花奈 |
| 最終話                                                                      | 12月19日 | お気を付けて   | シ村の衝撃過去に涙!  | 政池洋佑 | 湯浅弘章 |
| 平均視聴率 1.4%（視聴率はビデオリサーチ調べ、関東地区・世帯・リアルタイム） |          |                |                      |          |          |

### 放送局
| 放送局         | 放送日時                                                                           | 放送期間                                                                                      | 系列                          | ネット状況 | 備考                     |
| -------------- | ---------------------------------------------------------------------------------- | --------------------------------------------------------------------------------------------- | ----------------------------- | ---------- | ------------------------ |
| テレビ東京     | 木曜 0:12 - 0:52（水曜深夜）                                                       | 2019年10月17日（16日深夜） - 12月19日（18日深夜）                                             | テレビ東京系                  | 製作局     |                          |
| テレビ大阪     | 木曜 0:12 - 0:52（水曜深夜）                                                       | 2019年10月17日（16日深夜） - 12月19日（18日深夜）                                             | テレビ東京系                  | 同時ネット |                          |
| テレビ愛知     | 木曜 0:12 - 0:52（水曜深夜）                                                       | 2019年10月17日（16日深夜） - 12月19日（18日深夜）                                             | テレビ東京系                  | 同時ネット |                          |
| テレビ北海道   | 木曜 0:12 - 0:52（水曜深夜）                                                       | 2019年10月17日（16日深夜） - 12月19日（18日深夜）                                             | テレビ東京系                  | 同時ネット |                          |
| テレビせとうち | 木曜 0:12 - 0:52（水曜深夜）                                                       | 2019年10月17日（16日深夜） - 12月19日（18日深夜）                                             | テレビ東京系                  | 同時ネット |                          |
| TVQ九州放送    | 木曜 0:12 - 0:52（水曜深夜）                                                       | 2019年10月17日（16日深夜） - 12月19日（18日深夜）                                             | テレビ東京系                  | 同時ネット |                          |
| テレビ和歌山   | 木曜 0:12 - 0:52（水曜深夜）                                                       | 2019年10月17日（16日深夜） - 12月19日（18日深夜）                                             | 独立局                        | 同時ネット |                          |
| びわ湖放送     | 水曜23:58 - 0:40                                                                   | 2019年10月30日 - 2020年1月8日                                                                 | 独立局                        | 遅れネット |                          |
| IBC岩手放送    | 土曜 1:55 - 2:35（金曜深夜）                                                       | 2019年11月16日（15日深夜） - 2020年2月8日（7日深夜）                                          | TBS系                         | 遅れネット |                          |
| 大分朝日放送   | 土曜 0:50 - 1:30（金曜深夜）                                                       | 2019年11月23日（22日深夜） - 2020年2月15日（14日深夜）                                        | テレビ朝日系                  | 遅れネット |                          |
| 南日本放送     | 水曜 1:05 - 1:45（火曜深夜）                                                       | 2020年1月8日（7日深夜） - 3月11日（10日深夜）                                                 | TBS系                         | 遅れネット |                          |
| BSテレ東（2K） | 月曜 0:35 - 1:15（日曜深夜）                                                       | 2020年1月13日（12日深夜） - 3月16日（15日深夜）                                               | テレビ東京系列 BSデジタル放送 | 遅れネット |                          |
| BSテレ東4K     | 月曜 0:35 - 1:15（日曜深夜）                                                       | 2020年1月13日（12日深夜） - 3月16日（15日深夜）                                               | テレビ東京系列 BSデジタル放送 | 遅れネット | 4Kアップコンバートで放送 |
| 東日本放送     | 土曜 1:34 - 2:54（金曜深夜）                                                       | 2020年4月4日（3日深夜） - 5月9日（8日深夜）                                                   | テレビ朝日系                  | 遅れネット |                          |
| 奈良テレビ     | （第2話まで）土曜 0:30 - 1:10（金曜深夜） （第3話より）月曜1:00 - 1:40（日曜深夜） | 2020年4月18日（17日深夜） - 4月25日（24日深夜） 2020年5月4日（3日深夜） - 6月22日（21日深夜） | 独立局                        | 遅れネット |                          |
| 青森テレビ     | 火曜 0:59 - 1:39（月曜深夜）                                                       | 2020年10月20日（19日深夜） - 12月29日（28日深夜）                                             | TBS系                         | 遅れネット |                          |

ひかりTV、Paraviではテレビ東京での放送終了後に毎週配信（定額見放題）。
ネットもテレ東（TVer、GYAO!）でテレビ東京での放送終了後に最新話が無料で視聴可能だった。

### Blu-ray&DVD
『死役所』Blu-ray-BOX、DVD-BOX
TCエンタテインメントから2020年4月3日発売。各4枚組（本編：3枚、特典映像：1枚）。

### 備考
次回予告の後「このドラマはフィクションです。登場する事件・事故・団体は架空であり、実在のものとは関係ありません。」の注意書きが出て来る時のバック映像は、原作の各話最後のページと同じくお客様が生前に撮られた、たくさんの写真になっている（最終話はタイトルバックのみ）。
| テレビ東京 ドラマホリック!              | テレビ東京 ドラマホリック!           | テレビ東京 ドラマホリック!              |
| 前番組                                  | 番組名                               | 次番組                                  |
| --------------------------------------- | ------------------------------------ | --------------------------------------- |
| 枠設立前につき無し                      | 死役所 （2019年10月17日 - 12月19日） | 僕はどこから （2020年1月9日 - 3月19日） |
| テレビ東京 木曜 0:12 - 0:52（水曜深夜） |                                      |                                         |
| リトルトーキョーライフ                  | 死役所 【これよりドラマホリック!】   | 僕はどこから                            |

## Webアニメ
第3話・第4話を原作としたアニメ作品が2022年2月9日にYouTubeにて配信。累計450万部の突破、単行本20巻の刊行、月刊コミックバンチ5月号での連載100回を記念したエピソードとなる。

### スタッフ（Webアニメ）
- 原作 - あずみきし
- 脚本 - 真野英二
- 演出 - 小坂春女
- キャラクターデザイン・総作画監督・絵コンテ - 小林一三
- 美術監督 - 長岡慎治
- 色彩設計 - 松山愛子
- 撮影監督 - 中村真衣
- 編集・アニメーションプロデューサー - 櫻井崇
- 音響監督 - えびなやすのり
- 音響制作 - ステイラック
- 音楽 - 新屋豊
- 音楽制作 - 金井良成
- プロデューサー - 堀隼人
- アニメーション制作 - 颱風グラフィックス[8]
- 制作協力 - フロンティアワークス
- 製作 - 新潮社